# Župa (Trbovlje)
Župa (Trbovlje) is een plaats in Slovenië en maakt deel uit van de gemeente Trbovlje, regio Zasavska. De plaats telde 96 inwoners op 1 januari 2020.